# Йорданка Фандикова
Йорданка Асенова Фандикова (болг. Йорданка Асенова Фандъкова; нар. 12 квітня 1962, Самоков) — болгарський політик, перша жінка-кмет (мер) Софії. Член партії ГЄРБ.

## Біографія
Закінчила гімназію з поглибленим вивченням російської мови № 35 імені Добри Войнікова в Софії.
Закінчила Софійський університет імені св. Климента Охридського за спеціальністю російська філологія.
У 1985 році вступила викладачем в середню школу № 73 імені Владислава Граматика. З 1998 року стала директором цієї школи.
У 2005 році Йорданка Фандикова стала заступником мера Софії в галузі культури, освіти, спорту та профілактики наркоманії.
Одружена з педіатром Юрієм Фандиковим. Дочка — Міхаела, онук — Алекс.